# Anna von Waldburg
Truchsessin Anna von Waldburg (* nach 1362; † um 1429) war eine Angehörige des niederen schwäbischen Adels. Sie war eine Tochter des Truchsess Johannes II. von Waldburg († 1424) und gehörte so zu einer Familie, der es im 15. Jahrhundert erfolgreich gelang, ihre Stellung zu halten und auszubauen.

## Familie
Die Truchsesse von Waldburg sind seit der Mitte des 12. Jahrhunderts urkundlich belegt. Ursprünglich Ministeriale gelang ihnen im Spätmittelalter der Aufstieg in den niederen schwäbischen Adel und durch geschickte Wirtschafts- und Heiratspolitik später auch der Aufstieg in den Hochadel.
Anna stammte aus der ersten Ehe ihres Vaters, die dieser um 1362 mit Gräfin Elisabeth von Habsburg-Laufenburg eingegangen war. Sie war eine Halbschwester der Truchsesse Jakob I. von Trauchburg (genannt der Goldene Ritter), Eberhard I. zu Scheer und Friedberg (dem späteren Grafen von Sonnenberg (1424–1479)) und von Georg von Waldburg-Zeil. Eine ihrer Halbschwestern war Ursula von Starkenberg, die in eine der mächtigsten Adelsfamilien der Grafschaft Tirol eingeheiratet hatte. Eine weitere Halbschwester Verena von Waldburg heiratete den bekannten „Fehdeunternehmer“ Hans von Rechberg.
Durch die Ehen ihrer Halbbrüder und weiterer Halbschwestern war Anna mit einigen anderen wichtigen schwäbischen Adelsfamilien verschwägert (Grafen von Werdenberg und Montfort, Herren von Klingenberg).
Anna war zweimal verheiratet.
Ihr erster Ehemann war Heinrich von Montfort-Tettnang, ein Sohn von Grafen Heinrich V. von Montfort-Tettnang, dem Bruder von Graf Rudolf von Montfort-Tettnang, dessen Mutter Adelheid wie auch ihre Mutter ebenfalls eine Gräfin von Habsburg-Laufenburg war. Aus dieser Ehe hatte sie mindestens zwei Kinder:
- Clara (* um / nach 1393), sie trat später in ein Kloster ein
- ein Sohn, dessen Name nicht überliefert ist

Ihr zweiter Ehemann, den sie 1397 (oder nach einigen Internet Hinweisen erst 1408) in Konstanz heiratete, war Stephan von Gundelfingen (Linie Niedergundelfingen), genannt von Derneck (um 1385 – 13. Juni 1428), der über seine Mutter von den Grafen von Hewen abstammte. Auch aus dieser Ehe hatte sie mehrere Kinder, darunter die Söhne Wilhelm und Degenhart. Einer von ihnen heiratete eine Frau aus der Familie von Grafen von Lupfen. Wilhelm von Gundelfingen (ihr Sohn oder Enkel) gehörte 1450 dem Vormundschaftsrat der Uracher Linie der Grafschaft Württemberg an.

## Leben
Anna heiratete wohl 1393 (in diesem Jahr wurden ihr als Morgengabe 1.500 Gulden angewiesen, eine Morgengabe, die später aufgestockt wurde) Graf Heinrich von Montfort-Tettnang. Nach dessen Tod schloss sie die zweite Ehe mit Stephan von Gundelfingen-Derneck, dessen Familie zu den großen schwäbischen Adelshäusern gehörte. 1408 wurde Anna gemeinsam mit ihren Kindern von König Ruprecht in den Freiherrenstand erhoben.
Stephan von Gundelfingen-Derneck hatte 1399 das Dorf und die Burg Neufra gekauft, die in der Folge der Hauptsitz der Familie wurde. Um 1414 brachte er Hohengundelfingen, die Stammburg seiner Familie, die im 13. Jahrhundert an die Habsburger verkauft worden war, als Pfandschaft wieder in seinen Besitz. Den Söhnen Wilhelm und Degenhart gelang es außerdem 1442 die Stadt Hayingen, die ebenfalls zum ursprünglichen Besitz der Gundelfinger gehört hatte, zurückzukaufen.